# Трамвай Атланти
Трамвай Атланти (англ. Atlanta Streetcar) — трамвайна лінія в місті Атланта, Джорджія, США.

## Історичний трамвай
Перша трамвайна лінія на кінні тязі відкрилася в місті в 1871 році, в 1889 на вулицях міста з'явився перший електричний трамвай. Консолідація розрізнених ліній сталася в 1902 році коли була створена компанія Електрична залізниця Джорджії, що стала керувати усіма лініями в місті. Найбільшого розвитку мережа досягла в середині 1920-х років, за 1926 рік було перевезено майже 97 млн пасажирів. Остання трамвайна лінія була закрита в 1949 році, трамвай як і в більшості інших міст США не витримав конкуренції автомобіля.
Трамвайні лінії були замінені автобусними та тролейбусними маршрутами. На початку 1950-х років в місті працювало найбільша кількість тролейбусів в США, рухомий склад був представлений 453 тролейбусами що курсували по 31 маршруту та перевозили до 80% пасажирів. Але це тривало недовго, вже на початку 1960-х кількість маршрутів почала стрімко зменшуватись. Як що у 1962 році в місті існувало 39 тролейбусних маршрутів то вже наступного року всі вони були замінені дизельними автобусами. Зроблено це було через те що експлуатуюча компанія не бажала вкладати кошти в ремонт контактної мережі, та закуповувати відносно дорогі нові тролейбуси. Останній тролейбус проїхав вулицями Атланти 26 вересня 1963 року. 

## Сучасна лінія
Дискусія про повернення трамваїв на вулиці міста почалися на початку 2000-х років. У 2003 році була навіть створена некомерційна організація мета якої було добитись повернення трамвая.
Сучасна трамвайна лінія в місті побудована у вигляді одноколійної петлі з 12 зупинками. Будівництво лінії почалося на початку 2012 року, спочатку планувалося відкрити лінію вже у 2013 році, але через затримки на будівництві тестовий рух був відкритий літом 2014 року. Офіційне відкриття сталося 30 грудня 2014 року, після чого лінія рік перевозила пасажирів безкоштовно.
Лінія починається біля Олімпійського парку та прямує на схід до Національного історичного парку Мартіна Лютера Кінга, одноколійні лінії перетинаються в центрі поблизу Вудроф-Парка. На зупинці «Peachtree Center» можливо пересісти на однойменну станцію метро Червоної та Золотої ліній.

## Режим роботи
Лінія працює з понеділка по четвер з 6:00 до 23:00, у п'ятницю з 6:00 до 1:00, у суботу з 8:30 до 1:00 та у неділю з 9:00 до 23:00. Інтервал руху складає 10-15 хвилин.

## Галерея

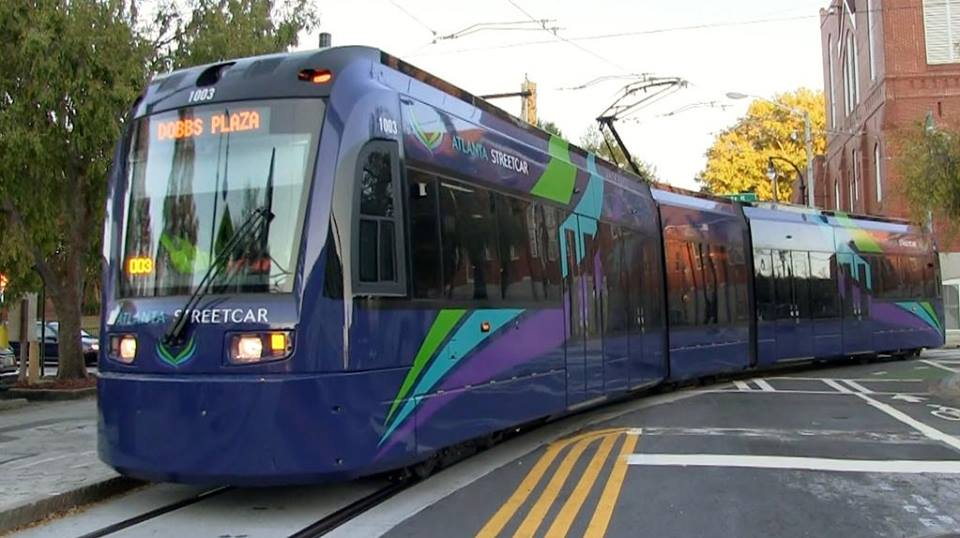
Трамвай поблизу зупинки «King Memorial»
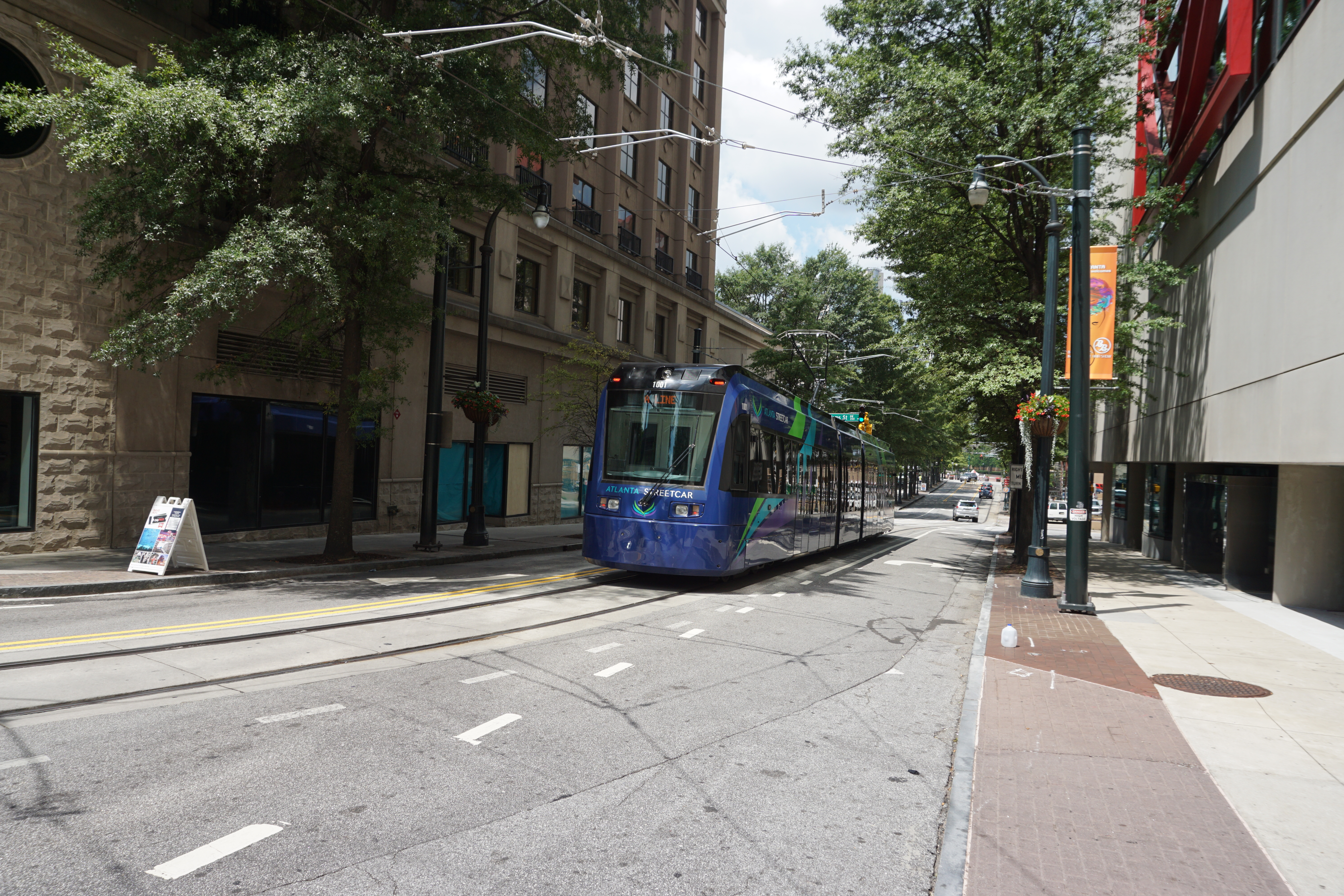
Трамвай на вулицях міста